# Nuncjusze apostolscy w Niemczech

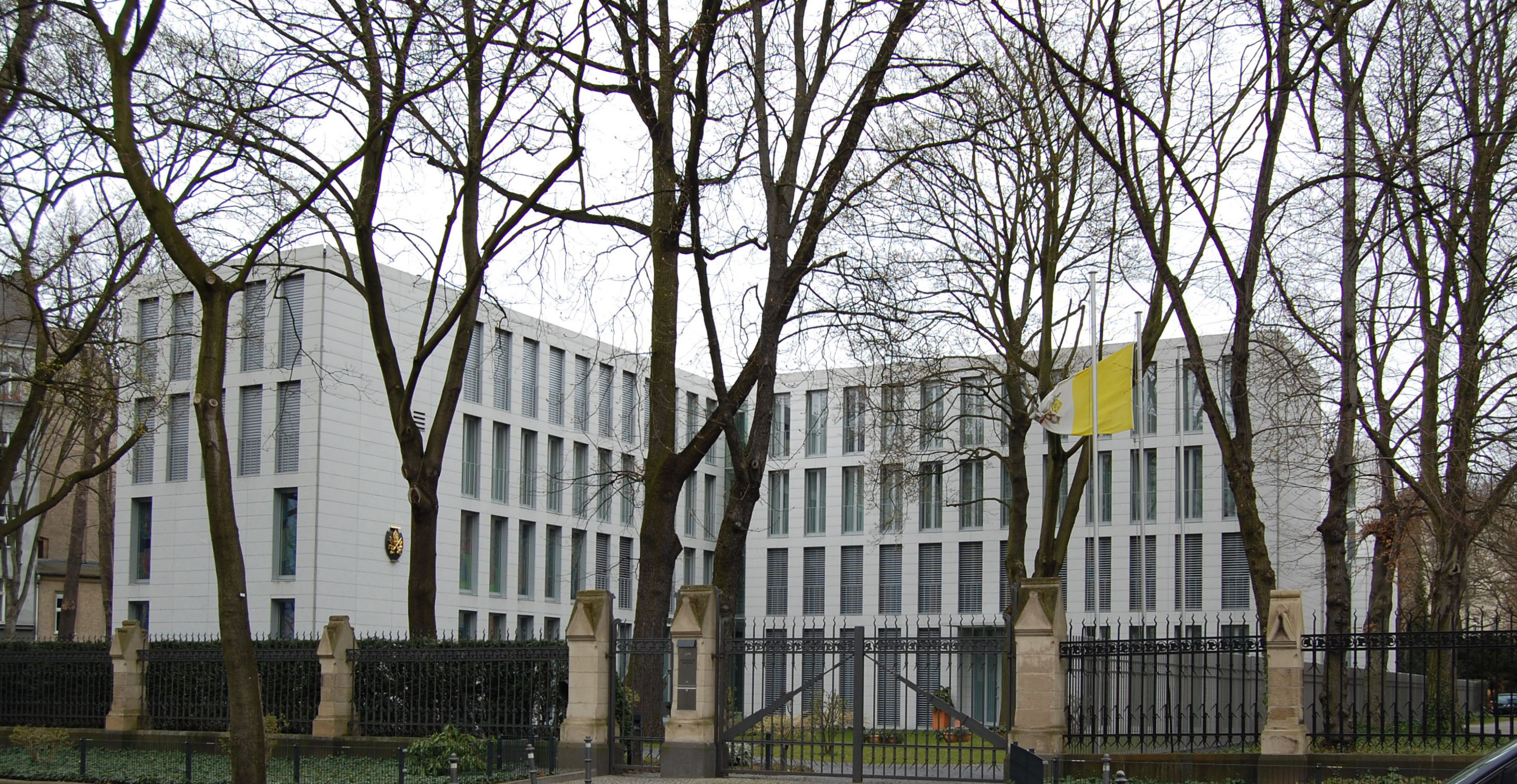
Budynek nuncjatury apostolskiej w Berlinie

Nuncjusze apostolscy w Niemczech – nuncjusze apostolscy w Niemczech są reprezentantami Stolicy Apostolskiej przy rządzie Niemiec. Nuncjatura apostolska mieści się w Berlinie przy Lilienthalstrasse 3. 

## Historia
Przed zjednoczeniem Niemiec Stolica Apostolska utrzymywała stosunki dyplomatyczne z poszczególnymi księstwami niemieckimi. Do 1934 istniały odrębne nuncjatury apostolskie w Prusach i w Bawarii.

## Nuncjusze apostolscy w Republice Weimarskiej i w III Rzeszy
| lp. | lata      | nuncjusz        | kraj pochodzenia | Uwagi                      |
| --- | --------- | --------------- | ---------------- | -------------------------- |
| 1   | 1920–1929 | Eugenio Pacelli | Włochy           | późniejszy papież Pius XII |
| 2   | 1930–1945 | Cesare Orsenigo | Włochy           |                            |

## Nuncjusze apostolscy w Republice Federalnej Niemiec z siedzibą w Bonn

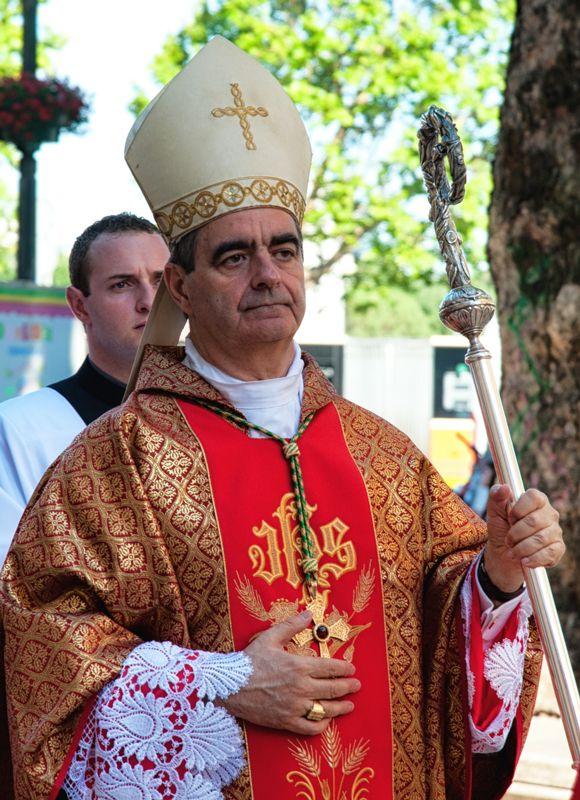
Arcybiskup Nikola Eterović - obecnie nuncjusz apostolski w Niemczech

| lp. | lata      | nuncjusz         | kraj pochodzenia  | Uwagi                                        |
| --- | --------- | ---------------- | ----------------- | -------------------------------------------- |
| 1   | 1946–1959 | Aloisius Muench  | Stany Zjednoczone | w latach 1946–1951 jako wizytator apostolski |
| 2   | 1960–1975 | Corrado Bafile   | Włochy            | późniejszy kardynał                          |
| 3   | 1975–1984 | Guido del Mestri | Włochy            | późniejszy kardynał                          |
| 4   | 1984–1989 | Josip Uhač       | Jugosławia        |                                              |

## Nuncjusze apostolscy w Republice Federalnej Niemiec po zjednoczeniu, z siedzibą w Berlinie
| lp. | lata      | nuncjusz             | kraj pochodzenia | Uwagi               |
| --- | --------- | -------------------- | ---------------- | ------------------- |
| 1   | 1989–1991 | Josip Uhač           | Jugosławia       |                     |
| 2   | 1991–1995 | Lajos Kada           | Węgry            |                     |
| 3   | 1995–2003 | Giovanni Lajolo      | Włochy           | późniejszy kardynał |
| 4   | 2003–2007 | Erwin Josef Ender    | Niemcy           |                     |
| 5   | 2007–2013 | Jean-Claude Périsset | Szwajcaria       |                     |
| 6   | od 2013   | Nikola Eterović      | Chorwacja        |                     |

## Źródła zewnętrzne
- Strona internetowa nuncjatury apostolskiej w Berlinie
- Krótka nota na Catholic-Hierarchy (ang.)